# Platymantis cryptotis
Platymantis cryptotis és una espècie de granota de la família dels rànids que viu a Indonèsia. Concretament es troba en dues poblacions al nord-est l'illa de Nova Guinea, encara que és possible que la seva distribució sigui més estensa. Habita en boscos primaris, boscos secundaris i petites granges al voltant d'aldees; pot arribar a ser abundant i es tracta d'una espècie adaptable.